# Зафи, Альберт
Альберт Зафи (малаг. Albert Zafy; 1 мая 1927, Амбилубе — 13 октября 2017) — мадагаскарский политический и государственный деятель, президент Мадагаскара с 27 марта 1993 года по 5 сентября 1996 года.

## Биография
Альберт Зафи родился 1 мая 1927 года в Амбилубе, в регионе Диана на Мадагаскаре. Окончил Университет Монтпелье во Франции.
После возвращения на Мадагаскар, он стал министром здравоохранения и социальных дел в правительстве премьер-министра Габриэля Рамананцуа. После того как Дидье Рацирака пришел к власти в 1975 году, Зафи вышел из правительства и поступил в Университет Мадагаскара.
В 1988 году он основал Национальный союз за демократию и развитие (National Union for Democracy and Development, UNDD). На национальной конференции оппозиции в 1990 году, Зафи был избран президентом Комитета активных сил (Committee of Active Forces). 16 июля 1991 года Комитет объявил о создании альтернативного правительства, с Зафи в качестве премьер-министра. Зафи был задержан в конце июля 1991 года и после освобождения был встречен толпой в 100 тысяч сторонников, некоторые были ранены впоследствии во время акций протеста. Оппозиция в конечном счете принудила Рацираку согласиться на принятие конвенции, установившей переходное правительство 31 октября 1991 года. В переходный период 1991—1993 годов Зафи стал главой Верховного органа государства, заменившего Верховный революционный совет и Национальное собрание.

### На посту президента
На президентских выборах, состоявшихся в ноябре 1992 года, Зафи занял первое место в первом туре с 45 % голосов, Рацирака — второе место с 29 %. Во втором туре, состоявшемся 10 февраля 1993 года Зафи победил, получив 66,74 % голосов и занял пост президента в конце марта. В июне 1993 года сторонники Зафи получили большинство на парламентских выборах. Зафи, борясь с премьер-министром Франциском Равуни за более широкие полномочия, провёл в сентябре 1995 года референдум, существенно расширивший полномочия президента. Это дало ему власть выбирать премьер-министра из трёх кандидатур представленных Национальным собранием, и возможность увольнять премьер-министра, не требуя новых выборов. Равуни ушел в отставку в октябре 1995 года и Зафи назначил Эммануэля Ракутувахини, главу UNDD и министра по развитию сельских районов и земельной реформе.
Пребывание Зафи на посту президента было отмечено экономическим спадом и обвинениями в коррупции и злоупотреблении властью. В 1996 году партия Рацираки организовала массовые демонстрации протеста против Зафи. 26 июля 1996 года ему был вынесен импичмент Национальным Собранием: из 134 депутатов «за» 99, «против» — 32, 3 — воздержались. 4 сентября Верховный Конституционный суд признал импичмент. 5 сентября Зафи объявил, что покинет свой пост 10 октября, охарактеризовав импичмент как «конституционный государственный переворот». На президентских выборах 1996 года Зафи выставил свою кандидатуру.

### Политическая деятельность после отставки
В своей предвыборной кампании 1996 года, Зафи обвинил в проблемах своего президентства оппозиционеров и Международный валютный фонд. Потеряв большую часть своей поддержки, в первом туре выборов, состоявшемся 3 ноября, он смог занять второе место с 23,39 % голосов, а за Рацираку было отдано 36,61 %. Во втором туре, состоявшемся 29 декабря Зафи получил 49,29 % голосов, потерял около 45 тысяч голосов и проиграл Рацираке.
В начале 1998 года, Зафи обвинил Рацираку в даче ложных показаний, кумовстве, нарушении конституции в направлении децентрализации и укрепления президентства за счет власти Национального собрания. 4 февраля 1998 года импичмент не удался: из необходимых 92 только 60 депутатов Национального собрания проголосовали за отставку. В мае 1998 года Зафи избрался в парламент, став старейшим депутатом Национального Собрания. В это время он безуспешно боролся за отделение провинции Антсиранана.
31 августа 2001 года Зафи объявил, что он снова выставит кандидатуру на президентских выборах в декабре 2001 года. Он занял третье место с 5 % голосов. Кандидат от оппозиции Марк Раваломанана вступил в спор с Рациракой из-за результатов выборов, вследствие чего последний бежал из страны, а Равалонамана стал новым президентом.
Зафи стал лидером Национального комитета по примирению (Comité de reconciliation nationale, CRN), основанным в июне 2002 года для содействия национальному примирению среди ведущих участников политического кризиса, последовавшего за выборами 2001 года. Во время президентства Равалумананы, Зафи подвергал его резкой критике. 8 июля 2004 года в ходе гранатомётной атаки по всей стране у дома Зафи взорввалась граната.
8 декабря 2006 года, в доме Зафи полиция произвела обыск в рамках расследования правительства в отношении генерала Фиди. Реагируя на рейд, Зафи сказал, что он не признает президентом Раваломанану.
В июне 2007 года Зафи отправился в Париж, где 8 июня встретился с Рациракой и членами его бывшего правительства, которые также были в изгнании, в частности 11 июня с Андрианариву, премьер-министром при Рацираке. 25 июня Зафи снова с ними встретился.

### Участие в разрешении политического кризиса
Президент Раваломанана был вынужден уйти в отставку в ходе народных протестов и вооружённого восстания в марте 2009 года. Лидер оппозиции Андри Радзуэлина занял пост президента при поддержке военных. Он включил Зафи в качестве советника и одного из 44 членов Высшей переходной администрации, учреждённой 31 марта 2009 года. Зафи выразил свои возражения против создания переходного правительства на пресс-конференции 1 апреля, жалуясь, что Радзуэлина не будет слушать его советы. Однако 2 апреля он присутствовал на конференции правительства.
4 августа 2009 года в Мапуту в рамках переговоров о разрешении политического кризиса, Зафи встретился с Радзуэлиной, Раваломананой и Рациракой, при посредничестве бывшего президента Мозамбика Жоакина Чиссано. Длительный переговорный процесс между четырьмя лидерами привел к соглашению о разделе власти, подписанном всеми четырьмя лицами в ноябре и аннулировавшемся к декабрю 2009 года. Правительство Радзуэлины запретило Зафи возвращение в Мадагаскар после переговоров, но позже ему было разрешено приехать. 18 декабря 2009 года Зафи заявил, что Андри Радзуэлина отправил в отставку премьер-министра Эжена Мангалазу, и что оппозиция сформирует своё правительство национального единства, призвав армию воздержаться от участия.
17 ноября 2010 года группа из 30 офицеров под командованием полковника Шарля Андрианасувины предприняла попытку военного переворота. Мятеж был подавлен, а военнослужащие сдались. Альбер Зафи, между тем, заявил, что поддерживает мятежников и считает, что Андри Радзуэлина и премьер-министр Камиль Виталь должны уйти в отставку.